# Prašník
Prašník (ungarisch Prasnikirtvány) ist eine Gemeinde im Westen der Slowakei mit 823 Einwohnern (Stand 31. Dezember 2024), die zum Okres Piešťany, einem Teil des Trnavský kraj gehört.

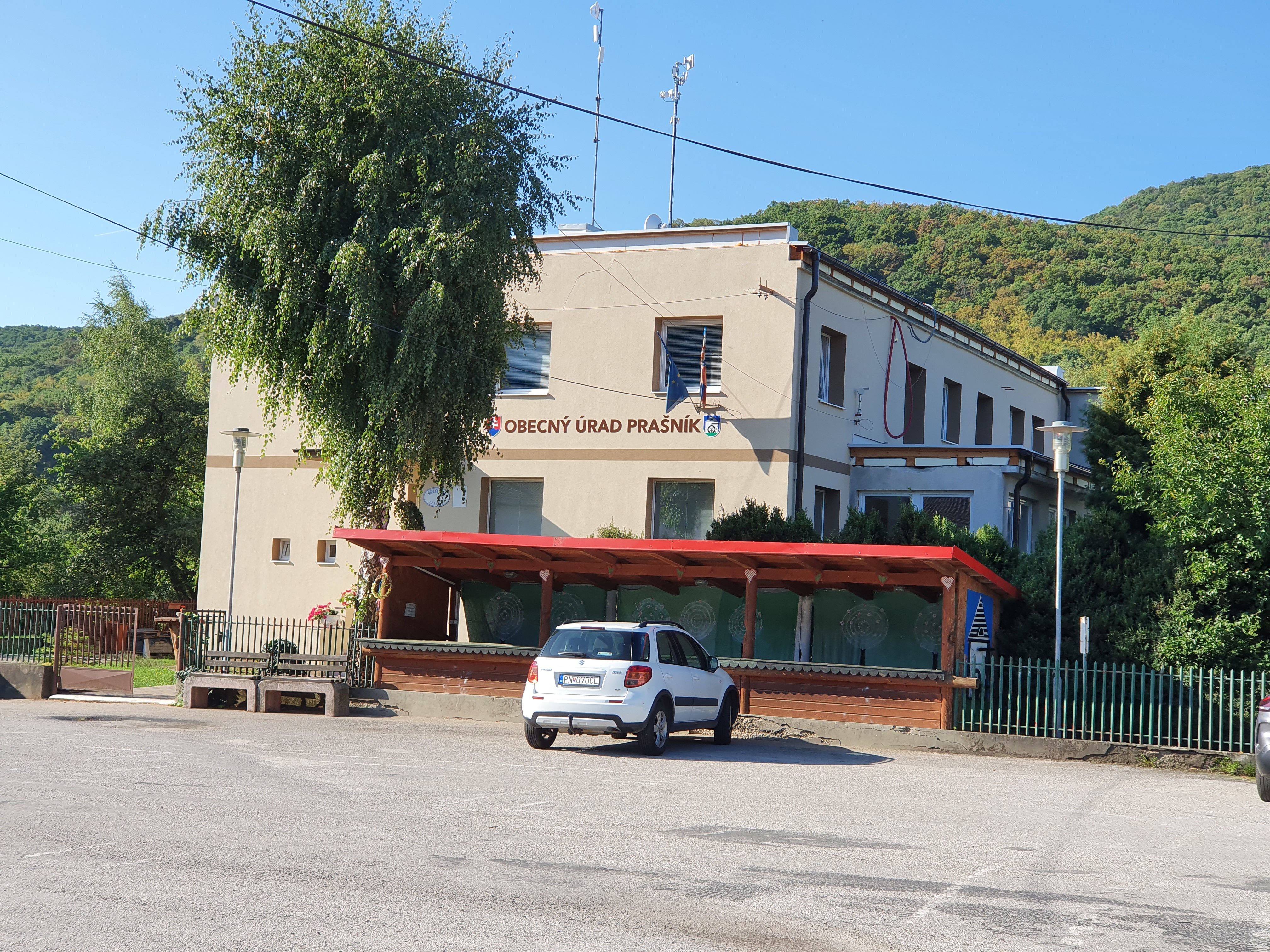

## Geographie
Die Gemeinde befindet sich im Nordosthang der Kleinen Karpaten am Bach Holeška. Das Ortszentrum liegt auf einer Höhe von 189 m n.m. und ist vier Kilometer von Vrbové sowie 14 Kilometer von Piešťany entfernt.
Die Gemeinde gliedert sich in Gemeindeteile Prašník und Pustá Ves.

## Geschichte
Prašník als selbstständige Gemeinde entstand 1958 nach Ausgliederung der Einzelhöfe (slowakisch regional kopanice) der Stadt Vrbové und erhielt den Namen des größten Einzelhofs. Noch dazu kam der Ort Pustá Ves, vorher ein Teil von Šterusy.

## Bevölkerung
| Jahr                | 1994 | 2004    | 2014    | 2024    |
| ------------------- | ---- | ------- | ------- | ------- |
| Anzahl der Personen | 896  | 851     | 854     | 823     |
| Unterschied         |      | −5,02 % | +0,35 % | −3,62 % |

| Jahr                | 2023 | 2024    |
| ------------------- | ---- | ------- |
| Anzahl der Personen | 812  | 823     |
| Unterschied         |      | +1,35 % |

Ergebnisse nach der Volkszählung 2001 (865 Einwohner):
| Nach Ethnie: - 97,92 % Slowaken - 0,81 % Tschechen - 0,12 % Roma | Nach Konfession: - 65,09 % evangelisch - 20,12 % römisch-katholisch - 10,40 % konfessionslos - 1,73 % keine Angabe |